# Bốt điện thoại

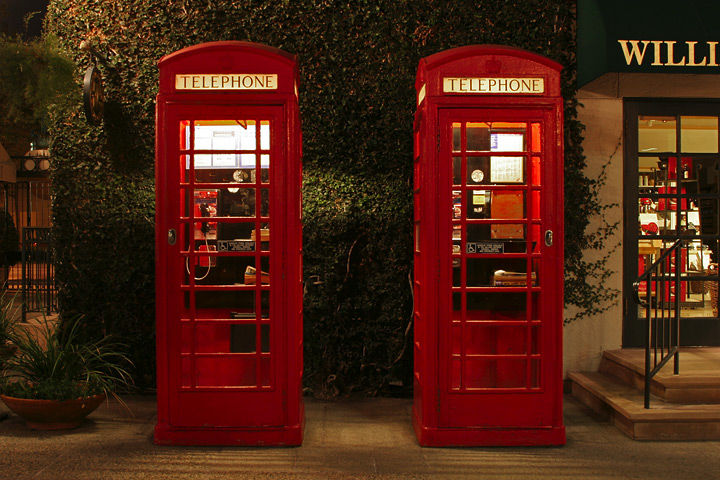
Bản sao của những chiếc bốt điện thoại đỏ Anh Quốc tại khu South Lake, thành phố Pasadena, bang California, Hoa Kỳ

Bốt điện thoại, hay còn có những tên gọi khác như buồng điện thoại hay bốt điện thoại công cộng, là những kiến trúc nhỏ nhắn được trang bị điện thoại thẻ và được thiết kế thuận tiện cho cho người sử dụng điện thoại; thường là người dùng bước chân vào trong bốt và đóng cửa bốt lại rồi sử dụng dịch vụ điện thoại thẻ trong đó.
Buồng điện thoại như này thường có hệ thống ánh sáng, một khung cửa tạo sự riêng tư và những chiếc cửa sổ để những người khác biết khi chiếc bốt đang có người dùng. Chiếc buồng có thể được trang bị danh bạ in sẵn những số điện thoại của địa phương, và buồng điện thoại theo lắp đặt thông thường, giống như một khách sạn, có thể được trang bị với giấy và bút hay thậm chí là cả ghế ngồi. Một chiếc bốt ngoài trời có thể được làm bằng kim loại và chất dẻo nhằm chống chịu với các yếu tố và sử dụng nặng, còn buồng điện thoại trong nhà (trước kia còn gọi là phòng tĩnh) có thể có kiến trúc và trang thiết bị phức tạp hơn. Hầu hết những chiếc bốt ngoài trời đều thể hiện đặc trưng với tên thương hiệu và logo của nhà cung cấp dịch vụ điện thoại.

## Phiên bản thay thế cho các bốt điện thoại
Khoảng thời gian một phần ba cuối cùng của thế kỷ 20, điện thoại thẻ được gắn lên tường hay các bốt ngày càng trở nên phổ biến, chúng thường thay thế cho những chiếc bốt điện thoại kiểu cũ.

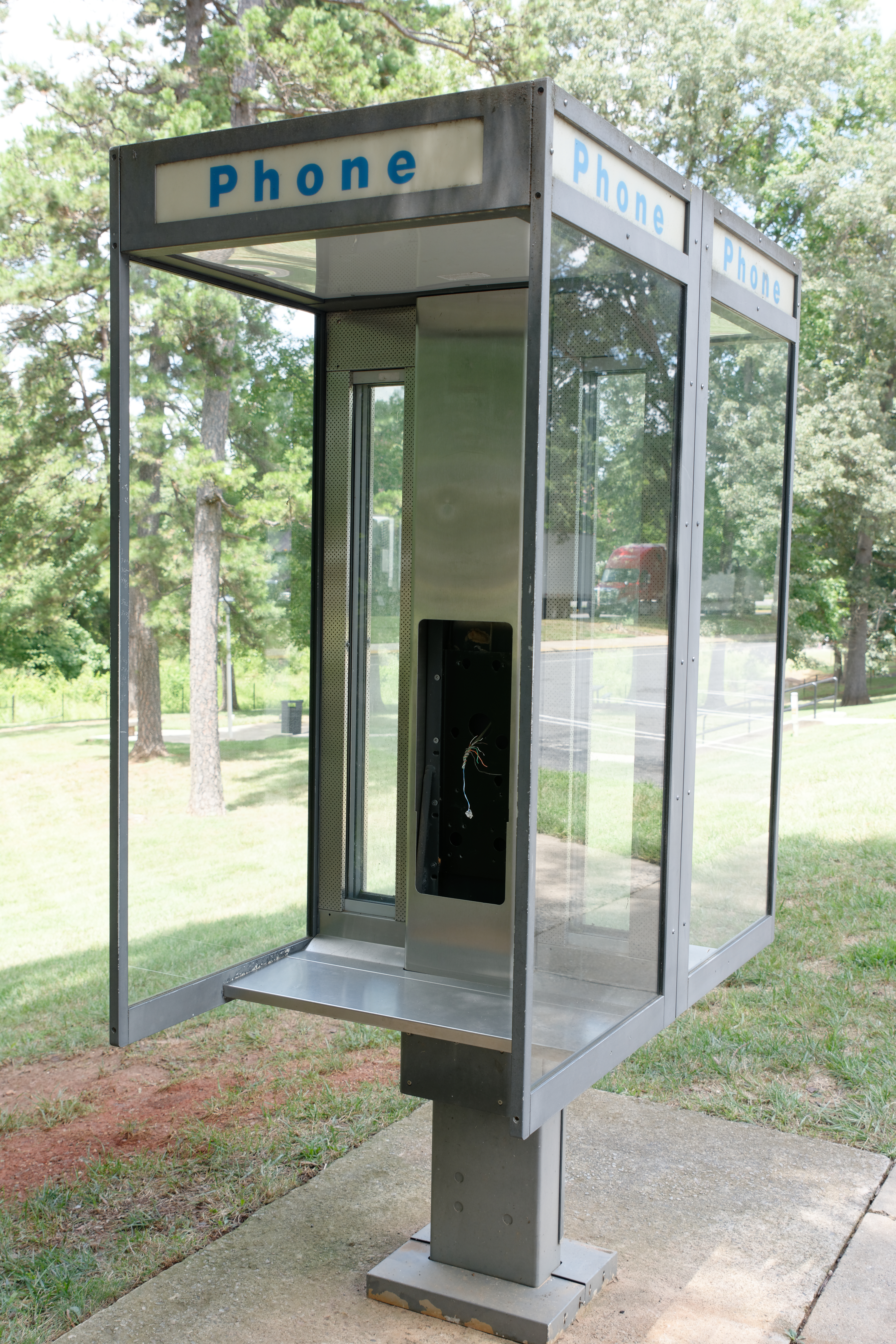
Điện thoại thẻ đóng kín một phần ở bang North Carolina, điển hình của nhiều phiên bản thay thế ban đầu cho buồng điện thoại ở Mỹ, vẫn có một không gian đóng kín ở ba mặt phía bên ngoài bốt.
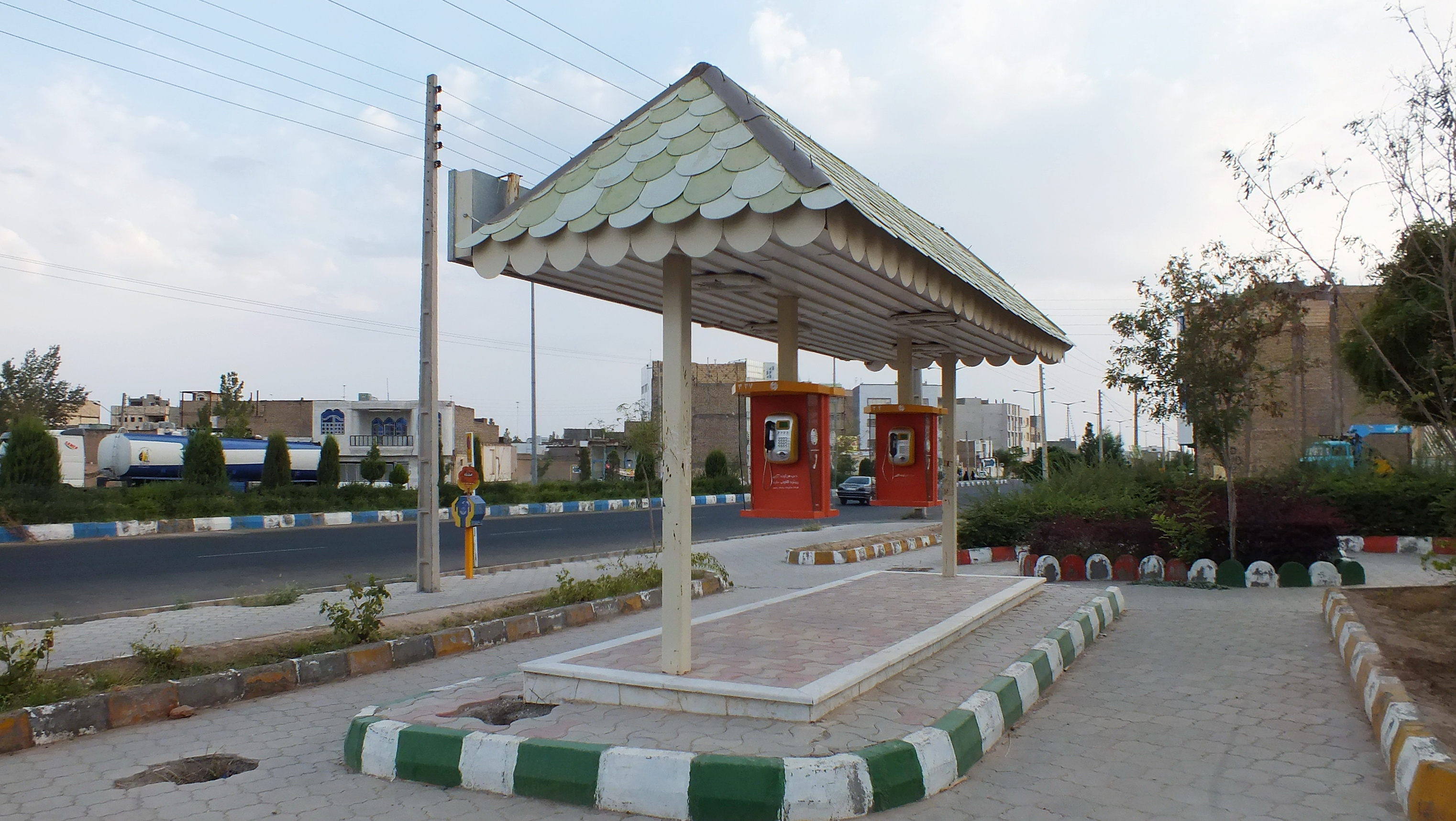
Điện thoại công cộng ở thành phố Kashmar, Iran; những kiến trúc này đã thay thế cho mô hình bốt trước kia vốn đóng kín điện thoại vào cuối thế kỷ 20
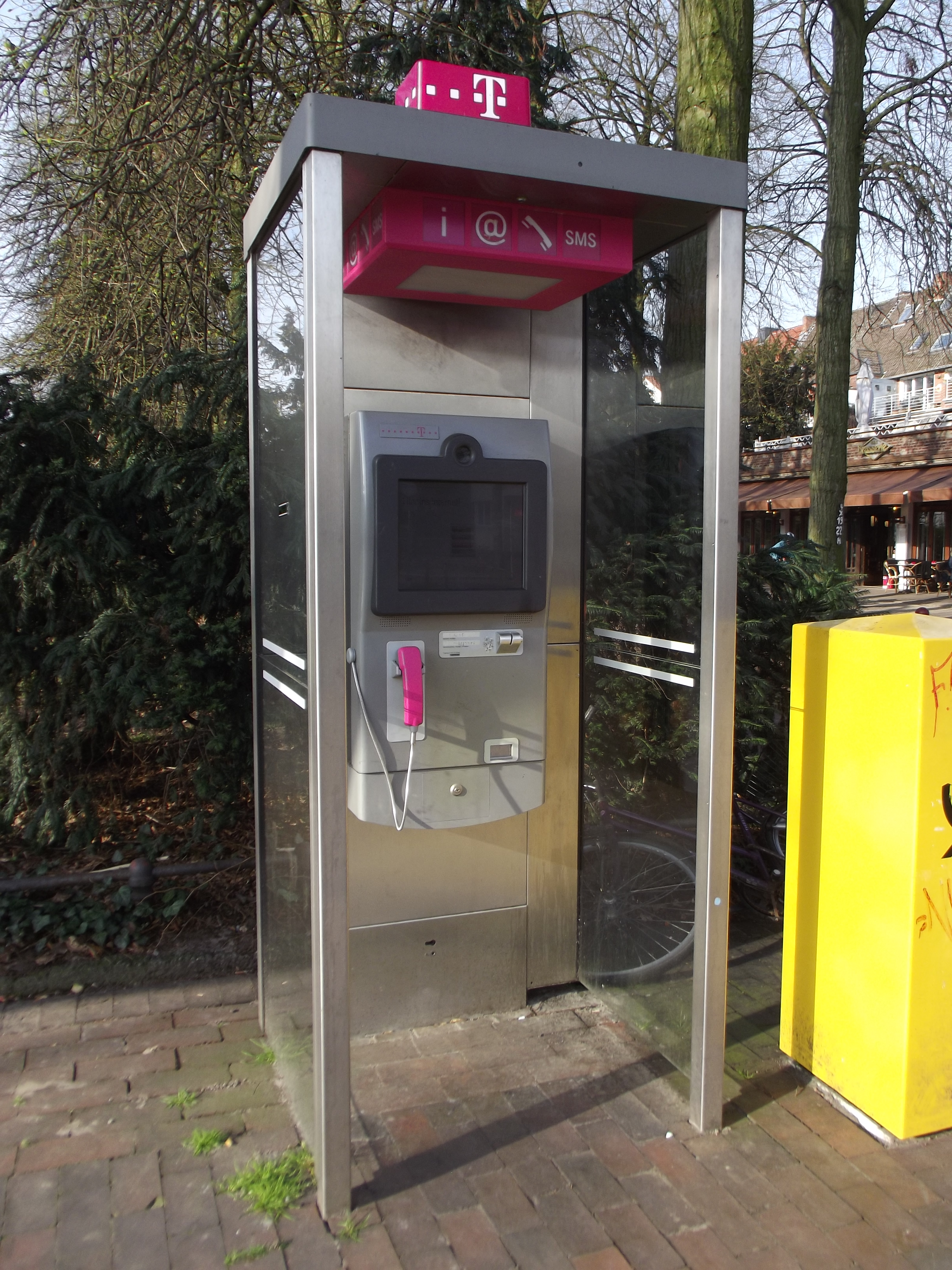
Điện thoại thẻ có truy cập Internet ở thành phố Münster, nước Đức. Tháng 3 năm 2014, vẫn sử dụng mô hình buồng điện thoại kiểu cũ nhưng không lắp cửa.
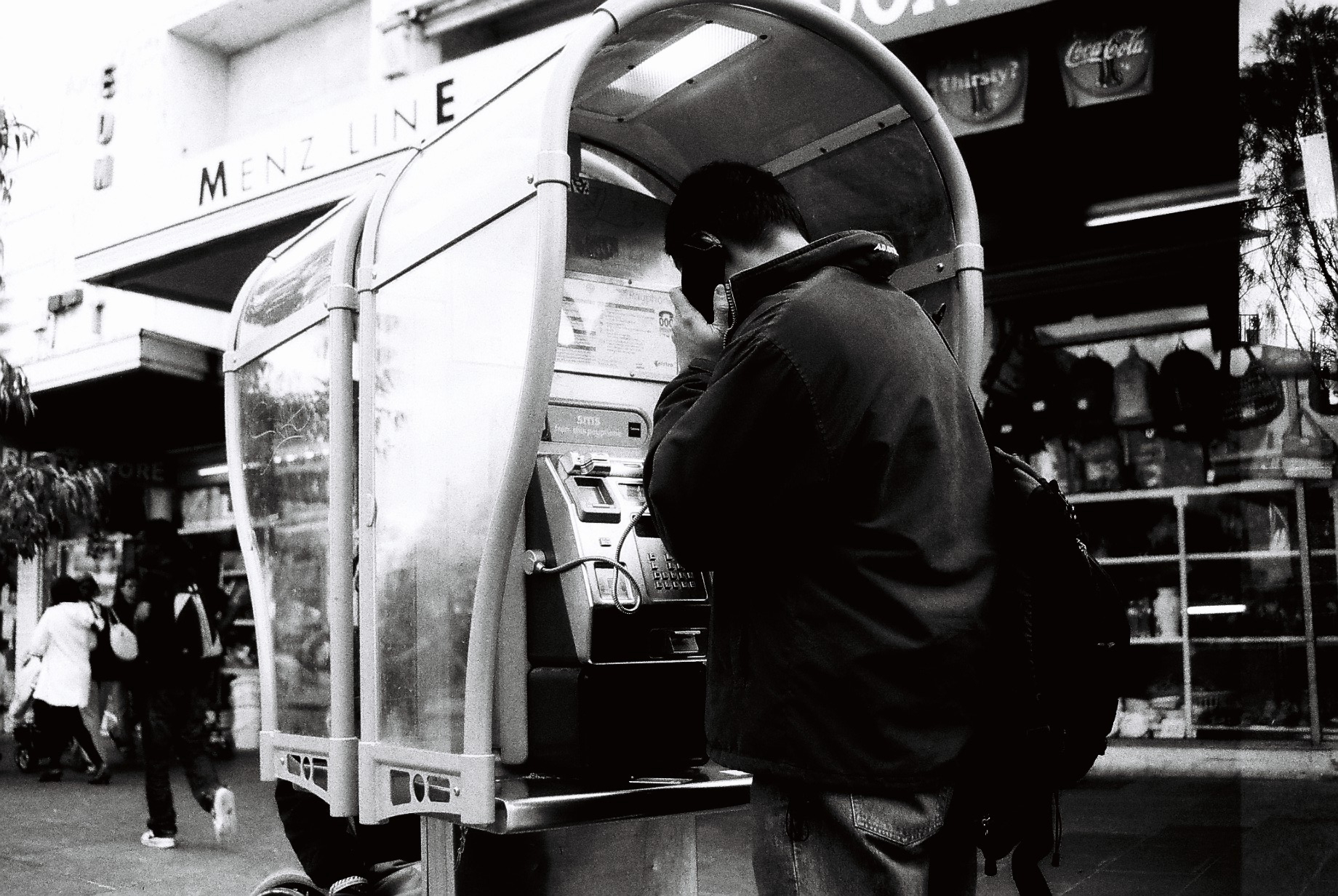
Ví dụ về một người đang sử dụng bốt điện thoại của hãng Telstra ở bang Victoria, nước Úc; được sử dụng sau khi các bốt điện thoại đã biến mất dần.
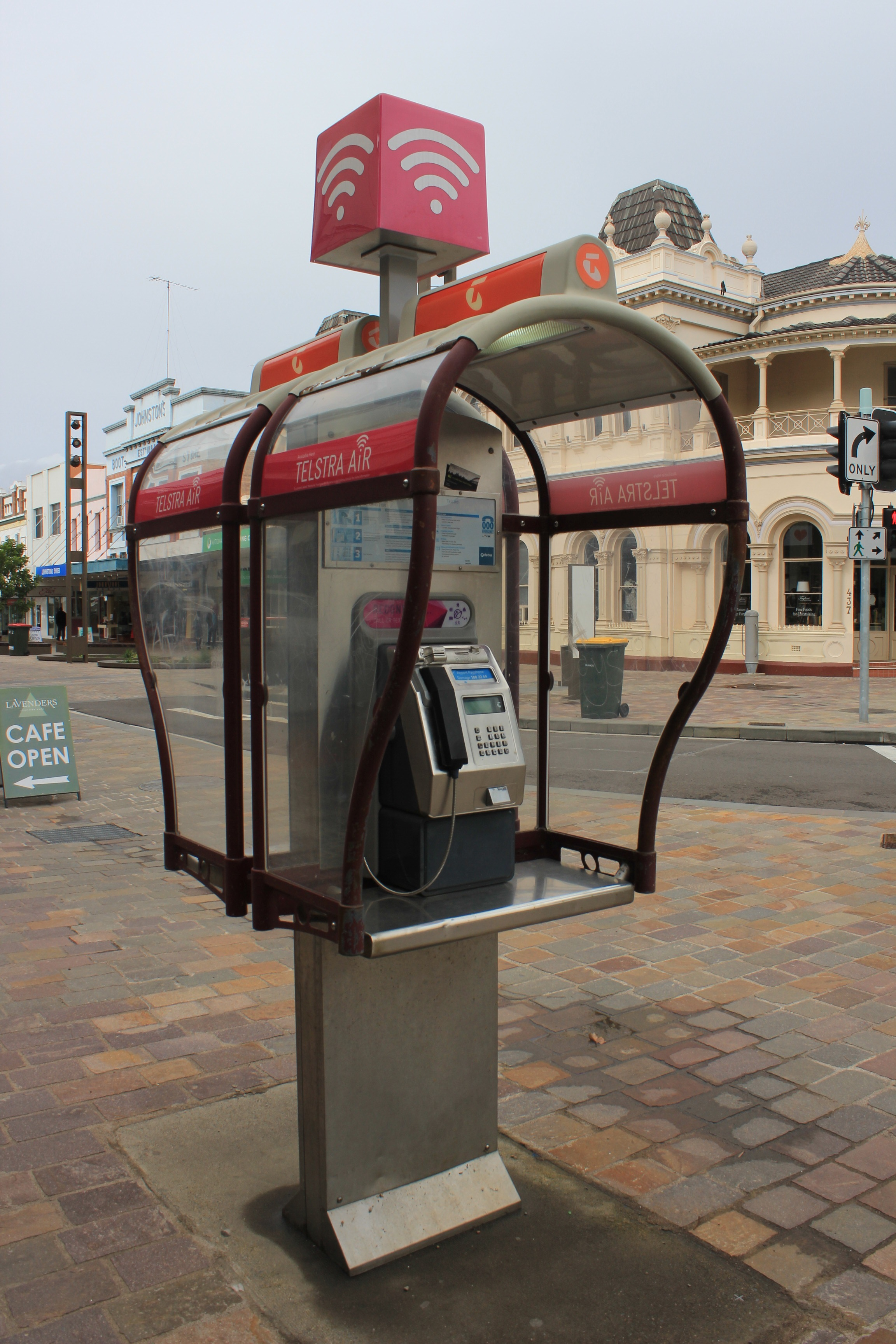
Bốt điện thoại thẻ của hãng Telstra ở Úc còn hoạt động như một điểm truy cập Wi-Fi nhằm giúp mọi người truy cập Internet. Đây là một ví dụ về mô hình điện thoại thẻ hiện đại nhằm thế chỗ bốt điện thoại.
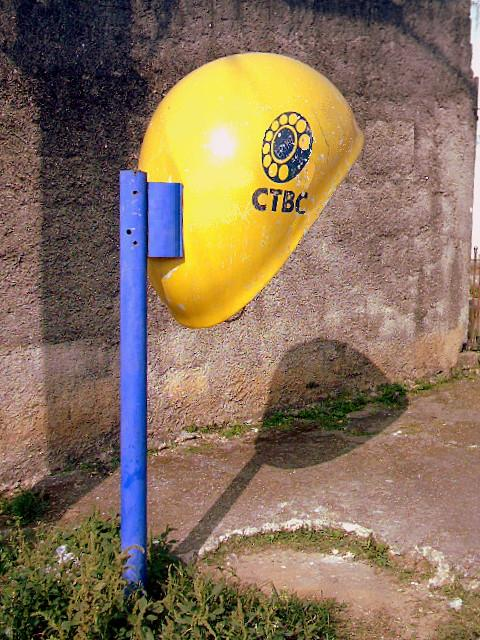
Bốt điện thoại ở Brasil, thường được gọi là orelhão ("cái tai lớn") do hình dạng của nó
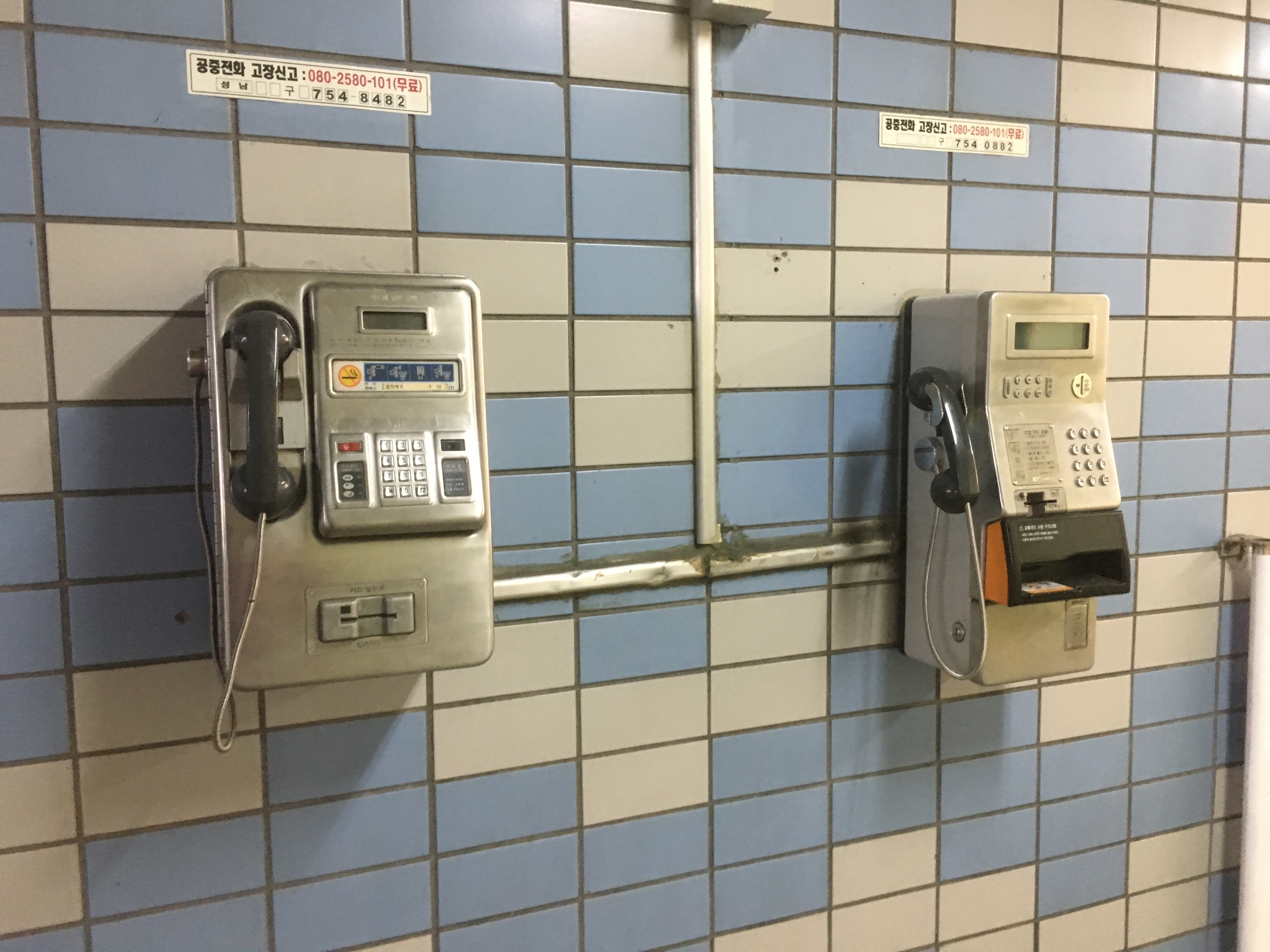
Điện thoại thẻ được gắn lên tường ở ga tàu điện ngầm, Hàn Quốc.